# 井上元満
井上 元満（いのうえ もとみつ）は、戦国時代から安土桃山時代にかけての武将。毛利氏家臣。安芸井上氏は清和源氏の流れを汲む信濃源氏井上氏の支流。父は井上就在。

## 生涯
毛利氏の宿老の一人である井上就在の子として生まれ、毛利元就、隆元、輝元の3代に仕える。
没年は不明だが、天正16年（1588年）6月20日に輝元が元満の嫡男・元方に対し、元満の所領を元満の譲状に基づいて相続することを認めている。
なお、子孫には明治の元勲である井上馨がいる。